# 國立政治大學法學院
國立政治大學法學院為國立政治大學的法學院，目前由大學部、研究部、推廣部組成，並設有數個研究中心。創立於1946年，政大在台復校後於1958年恢復設置，在台起初設有政治、外交、經濟、社會、財稅、法律等系所，1993年其餘系所改組為社會科學學院，並經教育部核定法律系所獨立設置學院，為臺灣第一間獨立法學院。

## 現況

### 學術發展
法學院目前為政治大學頂尖大學計畫下特色學門，目標為「服務社會、多元整合、全球競爭」，二期計畫為研究「中國大陸發展的法律制度架構」，以政大法學院大陸法制研究中心為中介，建構八個研發平台：
1. 擴建大陸法資料中心
2. 發展中國大陸法律教學計畫與學程
3. 設立台海兩岸及國際學者與實務專家訪問講座
4. 辦理陸生來台與雙聯學位
5. 定期舉辦有關中國大陸法律的國際學術研討會
6. 成立大陸法研究學會
7. 出版中國大陸法律研究的英文期刊
8. 提供投資中國大陸與兩岸貿易的資訊與服務。

### 學術期刊
《政大法學評論》，內容關於法學論著、書評、實務評析、研討會論文及兩岸研究等五類，為季刊，收錄於臺灣社會科學引文索引資料庫（TSSCI）、臺灣人文及社會科學引文索引資料庫（TCI-HSS）。

## 學院組織

### 系所設置
- 法律學系
- 法學碩士在職專班
- 法律科際整合研究所

### 研究中心
基礎法學中心
- 發展方向以法史學、法理學以及法社會學為主。[6]

民事法學中心
- 發展方向以民事法學以及其他相關法律為主。[7]

刑事法學中心
- 負責政大法學院刑事法領域教學、研究的規劃和推展。[8]

公法學中心
- 以研究公法學學理，發揚公法學研究風氣並精進教學為發展目標。[9]

財經法學中心
- 以研討財經法學學理，包括公司法、證券交易法、票據法、海商法、國際貿易法等，並精進教學為發展目標。[10]

勞動法與社會法中心
- 以從事勞動法與社會法之研究、支援勞動法與社會法之教學為發展方向。[11]

大陸法制中心
- 為頂尖大學計畫特色中心，為國內以及國際研究中國大陸法制之重鎮。[12]

## 外部連結
- 國立政治大學法學院（页面存档备份，存于）